# Вербовка (артель)

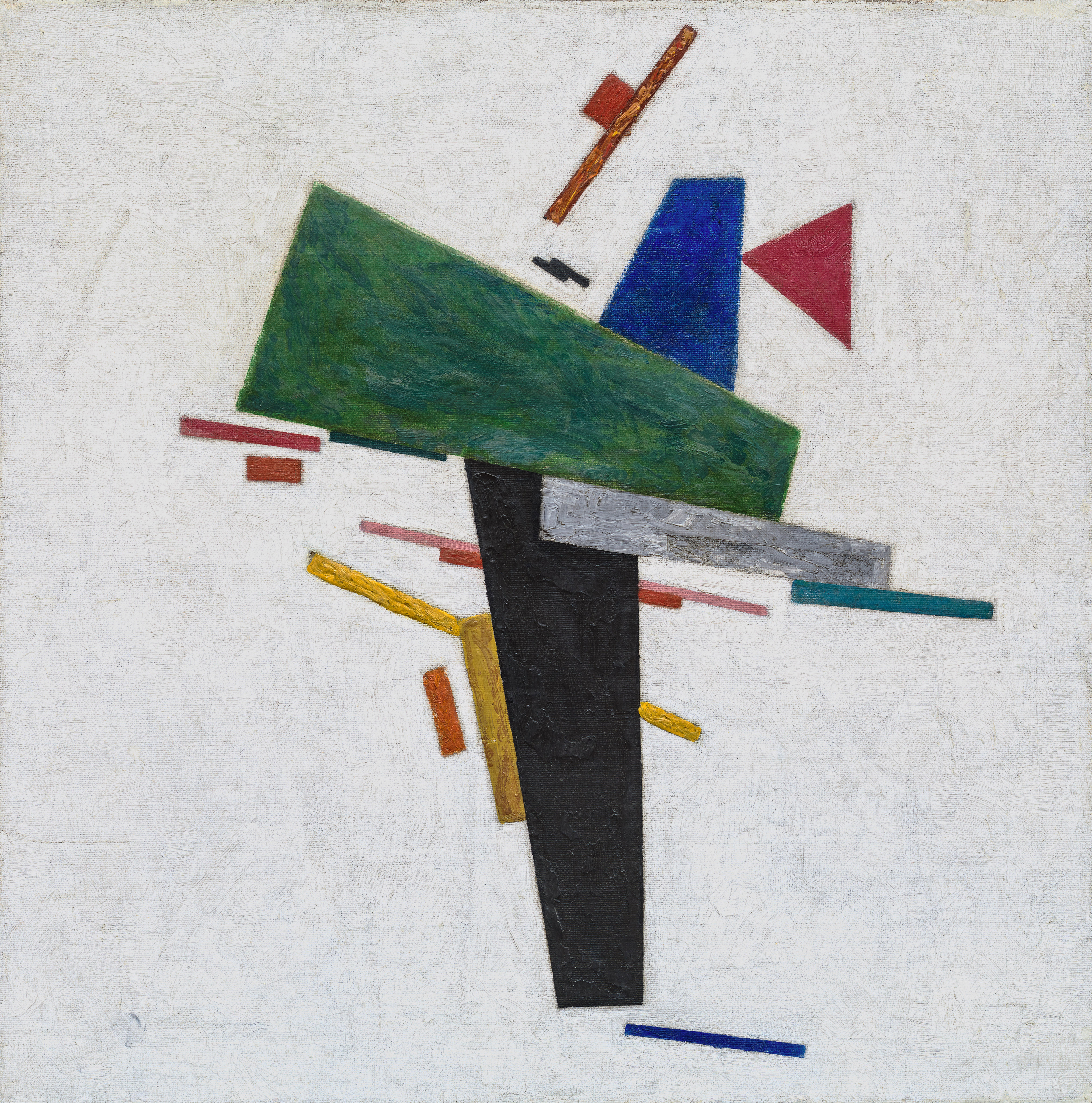
Без названия. Супрематическая композиция. К. Малевич.1915 г.

Вербо́вка — кустарное общество (артель) декоративного-прикладного искусства, созданное в 1900 году в селе Вербовка Чигиринского уезда Киевской губернии Российской империи помещицей Натальей Михайловной Давыдовой, председателем киевского кустарного общества. До недавнего времени датой организации артели в Вербовке считался 1912 год, однако дата была пересмотрена Александрой Шатских в книге "Казимир Малевич и общество Супремус" (М. Три Квадрата, 2009, с. 82).
В артели творчески сотрудничали народные умельцы и профессиональные художники. Замечательным художником была и сама Давыдова, но от ее творчества мало что уцелело.
Особое значение "Вербовки" заключается в привлечении в крестьянскую вышивку современных художественных форм. Около 1915 года Давыдова, по всей вероятности, не без влияния и инициативы ее близкой подруги художницы Александры Экстер, заказала эскизы вышивок ведущим мастерам авангарда , среди которых были: Казимир Малевич, Надежда Удальцова, Ольга Розанова, Нина Генке, Любовь Попова, Иван Клюн, Иван Пуни, Георгий Якулов другие.

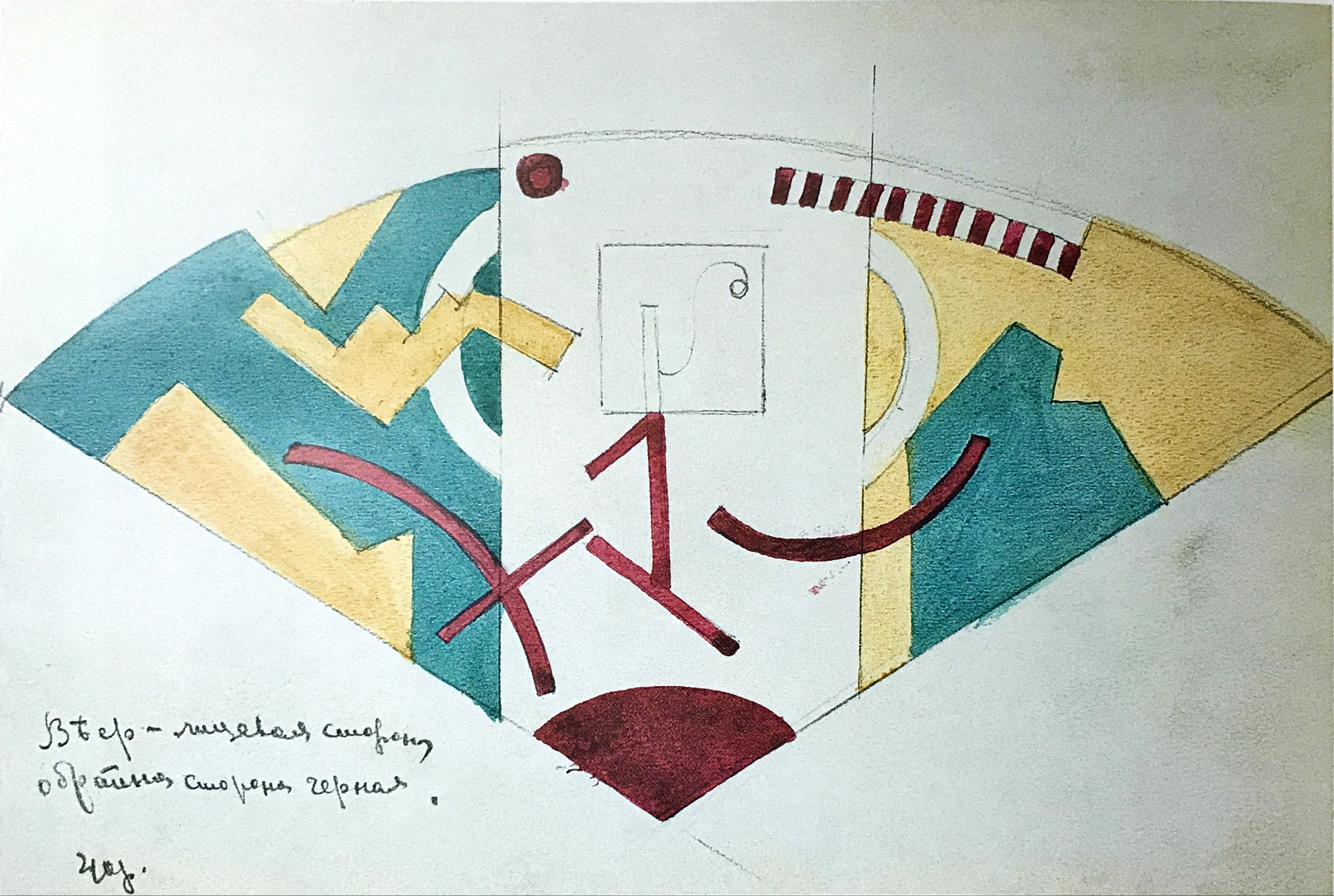
Эскиз веера для Вербовки. Ольга Розанова 1917 г.

Первая выставка артели "Современное декоративное искусство Юга России» открылась в Москве 6 ноября 1915 года в галерее Лемерсье.  В соответствии с каталогом на выставке были представлены эскизы для вышивок, а также непосредственно сами вышивки по эскизам  художников Г. Якулова, А. Экстер, Н. Давыдовой, И. Пуни, Е. Прибыльской, К Богуславской, Н. Генке. и др. Значение этой выставки долгое время оставалось недооцененным. Между тем именно на ней впервые в российском искусстве были представлены опыты внедрения новейших идей авангарда в предметную среду. В соответствии с новейшими исследованиями, именно  эта выставка, а не легендарная "0,10" стала первой публичной презентацией супрематизма. Впервые на ней публике были представлены три геометрических абстрактных эскиза Малевича, которые затем мастер воплотил в своих станковых произведениях.  Эти эскизы можно увидеть на фотографии главного зала из еженедельника "Искра", № 45, 15 ноября, 1915 г., с.8.
В 1916-1917 гг. к работе артели были подключены художники-новаторы Ольга Розанова, Любовь Сергеевна Попова и Вера Пестель.
Вторая и последняя выставка "Вербовки" состоялась в декабре 1917 года в салоне Михайловой в Москве. На ней было представлено около 400 работ, выполненных на основе супрематической беспредметности. Экспонатами выставки были сумочки, переплеты для книг, подушки, ленты и т.п. Вещи с выставки не сохранились, и о ее содержании можно судить по рецензиям в прессе и нескольким опубликованным фотографиям. Некоторое представление о выставке можно составить по чудом сохранившемся фотографиям американского фотографа Оливера Сейлера, приехавшего в Москву 12 ноября 1917 года. Негативы его фотографий были обнаружены Шарлоттой Дуглас, американским исследователем русского авангарда, в одном из букинистических магазинов Нью-Йорка. 
Большинство изделий, вышитых в те годы, не сохранились. Для того, чтобы представить, как они выглядели, можно ознакомиться с проектом «Вербовка-100», который был создан к юбилею этого проекта. Для него современные вышивальщицы постарались воссоздать аксессуары по эскизам художников – авангардистов или же пофантазировать на тему того, как они могли выглядеть столетие назад. 